# Birmingham Senior Cup
La Birmingham Senior Cup è un trofeo calcistico organizzato dalla Birmingham County Football Association. La prima edizione, nel 1876, è stata vinta dal Wednesbury Old Athletic. La competizione, pur non essendo ufficiale, è una delle più antiche del mondo.
È riservata soltanto alle maggiori squadre delle West Midlands, come Aston Villa, Birmingham City, West Bromwich Albion, Coventry City, Walsall e Wolverhampton Wanderers. Negli ultimi anni, comunque, i grandi club hanno partecipato con le riserve o addirittura la squadra giovanile, diminuendo così le loro chance di vittoria.
Il Tamworth è la detentrice del torneo.

## Finali
| Stagione  | Vincitore                                    | Risultato                              | Finalista                              |                                        |
| --------- | -------------------------------------------- | -------------------------------------- | -------------------------------------- | -------------------------------------- |
| 1876-77   | Wednesbury Old Athletic                      | 3–2                                    | Stafford Road                          |                                        |
| 1877–78   | Shrewsbury                                   | 2–1                                    | Wednesbury Strollers                   |                                        |
| 1878–79   | Wednesbury Old Athletic                      | 3–2                                    | Stafford Road                          |                                        |
| 1879–80   | Aston Villa                                  | 3–1                                    | Saltley College                        |                                        |
| 1880–81   | Walsall Swifts                               | 1–0                                    | Aston Villa                            |                                        |
| 1881–82   | Aston Villa                                  | 2–1                                    | Wednesbury Old Athletic                |                                        |
| 1882–83   | Aston Villa                                  | 3–2                                    | Wednesbury Old Athletic                |                                        |
| 1883–84   | Aston Villa                                  | 4–0                                    | Walsall Swifts                         |                                        |
| 1884–85   | Aston Villa                                  | 2–0                                    | Walsall Swifts                         |                                        |
| 1885–86   | West Bromwich Albion                         | 1–0                                    | Walsall Swifts                         |                                        |
| 1886–87   | Long Eaton Rangers                           | 1–0                                    | West Bromwich Albion                   |                                        |
| 1887–88   | Aston Villa                                  | 3–2                                    | West Bromwich Albion                   |                                        |
| 1888–89   | Aston Villa                                  | 2–0                                    | Wolverhampton Wanderers                |                                        |
| 1889–90   | Aston Villa                                  | 2–0                                    | West Bromwich Albion                   |                                        |
| 1890–91   | Aston Villa                                  | 3–0                                    | Wednesbury Old Athletic                |                                        |
| 1891–92   | Wolverhampton Wanderers                      | 5–2                                    | West Bromwich Albion                   |                                        |
| 1892–93   | Wolverhampton Wanderers                      | 3–1                                    | Aston Villa                            |                                        |
| 1893–94   | Wolverhampton Wanderers West Bromwich Albion | 3–3                                    |                                        |                                        |
| 1894–95   | West Bromwich Albion                         | 1–0                                    | Aston Villa                            |                                        |
| 1895–96   | Aston Villa                                  | 3–0                                    | Sheffield United                       |                                        |
| 1896–97   | Walsall                                      | 2–1                                    | Wolverhampton Wanderers                |                                        |
| 1897–98   | Walsall                                      | 3–0                                    | Wolverhampton Wanderers                |                                        |
| 1898–99   | Aston Villa                                  | 4–0                                    | Burslem Port Vale                      |                                        |
| 1899–1900 | Wolverhampton Wanderers                      | 2–1                                    | Burslem Port Vale                      |                                        |
| 1900–01   | Stoke                                        | 4–3                                    | Aston Villa                            |                                        |
| 1901–02   | Wolverhampton Wanderers                      | 1–0                                    | Aston Villa                            |                                        |
| 1902–03   | Aston Villa                                  | 3–0                                    | West Bromwich Albion                   |                                        |
| 1903–04   | Aston Villa                                  | 3–1                                    | Wolverhampton Wanderers                |                                        |
| 1904–05   | Small Heath                                  | 7–2                                    | West Bromwich Albion                   |                                        |
| 1905–06   | Aston Villa                                  | 3–1                                    | Birmingham                             |                                        |
| 1906–07   | Birmingham                                   | 5–3                                    | Wolverhampton Wanderers                |                                        |
| 1907–08   | Aston Villa                                  | 6–0                                    | Walsall                                |                                        |
| 1908–09   | Aston Villa                                  | 2–1                                    | Wolverhampton Wanderers                |                                        |
| 1909–10   | Aston Villa                                  | 2–1                                    | Stoke                                  |                                        |
| 1910–11   | Coventry City                                | 1–0                                    | Stourbridge                            |                                        |
| 1911–12   | Aston Villa                                  | 2–1                                    | Willenhall Pickwick                    |                                        |
| 1912–13   | Port Vale                                    | 1–0                                    | Wolverhampton Wanderers                |                                        |
| 1913–14   | Stoke                                        | 2–1                                    | Port Vale                              |                                        |
| 1914–15   | Birmingham                                   | 2–0                                    | Stoke                                  |                                        |
| 1915–19   | Non svolta per prima guerra mondiale         | Non svolta per prima guerra mondiale   | Non svolta per prima guerra mondiale   | Non svolta per prima guerra mondiale   |
| 1919–20   | Birmingham                                   | 3–0                                    | Stoke                                  |                                        |
| 1920–21   | Birmingham                                   | 5–1                                    | Stoke                                  |                                        |
| 1921–22   | Birmingham                                   | 2–1                                    | Wellington                             |                                        |
| 1922–23   | Coventry City                                | 2–1                                    | Bilston United                         |                                        |
| 1923–24   | Wolverhampton Wanderers                      | 2–1                                    | Aston Villa                            |                                        |
| 1924–25   | Redditch                                     | 1–0                                    | Cradley Heath                          |                                        |
| 1925–26   | Burton Town                                  | 3–0                                    | Wellington Town                        |                                        |
| 1926–27   | Cradley Heath                                | 1–0                                    | Burton Town                            |                                        |
| 1927–28   | Burton Town                                  | 3–2                                    | Hereford United                        |                                        |
| 1928–29   | Burton Town                                  | 2–0                                    | Hereford United                        |                                        |
| 1929–30   | Oakengates Town                              | 3–1                                    | Kidderminster Harriers                 |                                        |
| 1930–31   | Nuneaton Town                                | 4–2                                    | Evesham Town                           |                                        |
| 1931–32   | Redditch                                     | 3–2                                    | Brierley Hill                          |                                        |
| 1932–33   | Brierley Hill                                | 3–2                                    | Redditch                               |                                        |
| 1933–34   | Kidderminster Harriers                       | 2–1                                    | Burton Town                            |                                        |
| 1934–35   | Kidderminster Harriers                       | 5–2                                    | Nuneaton                               |                                        |
| 1935–36   | Hednesford Town                              | 2–1                                    | Burton Town                            |                                        |
| 1936–37   | Brierley Hill                                | 5–2                                    | Tamworth                               |                                        |
| 1937–38   | Kidderminster Harriers                       | 2–1                                    | Burton Town                            |                                        |
| 1938–39   | Redditch                                     | 1–0                                    | Darlaston                              |                                        |
| 1939–40   | Solihull Town                                | 2–1                                    | Darlaston                              |                                        |
| 1940–45   | Non svolta per seconda guerra mondiale       | Non svolta per seconda guerra mondiale | Non svolta per seconda guerra mondiale | Non svolta per seconda guerra mondiale |
| 1945–46   | Kidderminster Harriers                       | 5–0                                    | Stourbridge                            |                                        |
| 1946–47   | Wellington Town                              | 2–1                                    | Bromsgrove Rovers                      |                                        |
| 1947–48   | Atherstone Town                              | 2–0                                    | Bromsgrove Rovers                      |                                        |
| 1948–49   | Nuneaton Borough                             | 2–1                                    | Banbury Spencer                        |                                        |
| 1949–50   | Stourbridge                                  | 2–1                                    | Bedworth Town                          |                                        |
| 1950–51   | Lockheed (Leamington)                        | 3–1                                    | Hereford United                        |                                        |
| 1951–52   | Brierley Hill                                | 2–1                                    | Halesowen Town                         |                                        |
| 1952–53   | Brierley Hill                                | 2–1                                    | Nuneaton Borough                       |                                        |
| 1953–54   | Burton Albion                                | 2–1                                    | Brierley Hill                          |                                        |
| 1954–55   | Brush Sports Hinckley Athletic               | 1–1                                    |                                        |                                        |
| 1955–56   | Nuneaton Borough                             | 2–0                                    | Brush Sports                           |                                        |
| 1956–57   | Lockheed (Leamington)                        | 2–0                                    | Redditch                               |                                        |
| 1957–58   | Moor Green                                   | 1–0                                    | Lockheed (Leamington)                  |                                        |
| 1958–59   | Stourbridge                                  | 2–1                                    | Lockheed (Leamington)                  |                                        |
| 1959–60   | Nuneaton Borough                             | 1–0                                    | Banbury Spencer                        |                                        |
| 1960–61   | Tamworth                                     | 3–1                                    | Rugby Town                             |                                        |
| 1961–62   | Lockheed (Leamington)                        | 5–1                                    | Rugby Town                             |                                        |
| 1962–63   | Stratford Town                               | 2–1                                    | Lockheed (Leamington)                  |                                        |
| 1963–64   | Kidderminster Harriers                       | 3–2                                    | Tamworth                               |                                        |
| 1964–65   | Kidderminster Harriers                       | 3–1                                    | Dudley Town                            |                                        |
| 1965–66   | Tamworth                                     | 3–1                                    | Kidderminster Harriers                 |                                        |
| 1966–67   | Kidderminster Harriers                       | 6–3                                    | Nuneaton Borough                       |                                        |
| 1967–68   | Stourbridge                                  | 4–3                                    | Halesowen Town                         |                                        |
| 1968–69   | Tamworth                                     | 6–3                                    | Bilston                                |                                        |
| 1969–70   | Lockheed (Leamington)                        | 3–0                                    | Burton Albion                          |                                        |
| 1970–71   | Rugby Town                                   | 2–0                                    | Burton Albion                          |                                        |
| 1971–72   | Lockheed (Leamington)                        | 1–0                                    | Highgate United                        |                                        |
| 1972–73   | Darlaston                                    | 2–1                                    | Lockheed (Leamington)                  |                                        |
| 1973–74   | Highgate United                              | 3–2                                    | Darlaston                              |                                        |
| 1974–75   | Atherstone Town                              | 1–0                                    | AP Leamington                          |                                        |
| 1975–76   | Worcester City                               | 1–0                                    | Stourbridge                            |                                        |
| 1976–77   | Redditch United                              | 3–0                                    | Atherstone Town                        |                                        |
| 1977–78   | Nuneaton Borough                             | 1–0                                    | Redditch United                        |                                        |
| 1978–79   | Bedworth United                              | 2–0                                    | AP Leamington                          |                                        |
| 1979–80   | Nuneaton Borough                             | 2–0                                    | Lye Town                               |                                        |
| 1980–81   | Bedworth United                              | 2–0                                    | Alvechurch                             |                                        |
| 1981–82   | Bedworth United                              | 4–2                                    | Alvechurch                             |                                        |
| 1982–83   | Birmingham City                              | 1–0                                    | Aston Villa                            |                                        |
| 1983–84   | Halesowen Town                               | 1–0                                    | Dudley Town                            |                                        |
| 1984–85   | Aston Villa                                  | 3–1                                    | Wednesfield Social                     |                                        |
| 1985–86   | Dudley Town                                  | 4–2                                    | Willenhall Town                        |                                        |
| 1986–87   | Wolverhampton Wanderers                      | 2–1                                    | Burton Albion                          |                                        |
| 1987–88   | West Bromwich Albion                         | 3–1                                    | Bedworth United                        |                                        |
| 1988–89   | VS Rugby                                     | 1–0                                    | Bromsgrove Rovers                      |                                        |
| 1989–90   | West Bromwich Albion                         | 2–0                                    | Atherstone United                      |                                        |
| 1990–91   | West Bromwich Albion                         | 2–0                                    | Nuneaton Borough                       |                                        |
| 1991–92   | VS Rugby                                     | 3–0                                    | Birmingham City                        |                                        |
| 1992–93   | Nuneaton Borough                             | 2–0                                    | VS Rugby                               |                                        |
| 1993–94   | Walsall                                      | 3–0                                    | Hednesford Town                        |                                        |
| 1994–95   | Solihull Borough                             | 2–0                                    | Aston Villa                            |                                        |
| 1995–96   | Birmingham City                              | 2–0                                    | Aston Villa                            |                                        |
| 1996–97   | Burton Albion                                | 3–1                                    | Tamworth                               |                                        |
| 1997–98   | Halesowen Town                               | 3–1                                    | Redditch United                        |                                        |
| 1998–99   | Birmingham City                              | 4–1                                    | Wolverhampton Wanderers                |                                        |
| 1999–2000 | Birmingham City                              | 1–0                                    | Walsall                                |                                        |
| 2000–01   | Moor Green                                   | 3–1                                    | Tamworth                               |                                        |
| 2001–02   | Nuneaton Borough                             | 2–0                                    | West Bromwich Albion                   |                                        |
| 2002–03   | Birmingham City                              | 2–0                                    | Moor Green                             |                                        |
| 2003–04   | Moor Green                                   | 1–0                                    | Wolverhampton Wanderers                |                                        |
| 2004–05   | Redditch United                              | 3–2                                    | Birmingham City                        |                                        |
| 2005–06   | Willenhall Town                              | 1–0                                    | Stourbridge                            |                                        |
| 2006–07   | Coventry City                                | 3–2                                    | Walsall                                |                                        |
| 2007–08   | Birmingham City                              | 5–0                                    | Burton Albion                          |                                        |
| 2008–09   | Hednesford Town                              | 2–0                                    | Stourbridge                            |                                        |
| 2009–10   | Nuneaton Town                                | 2–1                                    | Alvechurch                             |                                        |
| 2010–11   | Sutton Coldfield Town                        | 1–0                                    | Nuneaton Town                          |                                        |
| 2011–12   | West Bromwich Albion                         | 2–0                                    | Solihull Moors                         |                                        |
| 2012–13   | Hednesford Town                              | 4–1                                    | Sutton Coldfield Town                  |                                        |
| 2013–14   | West Bromwich Albion                         | 2–1                                    | Tamworth                               |                                        |
| 2014–15   | Birmingham City                              | 2–1                                    | Nuneaton Town                          |                                        |
| 2015–16   | Solihull Moors                               | 2–1                                    | Birmingham City                        |                                        |
| 2016–17   | Leamington                                   | 1–1                                    | Wolverhampton Wanderers                |                                        |
| 2017–18   | Stourbridge                                  | 2–1                                    | Hednesford Town                        |                                        |
| 2018–19   | Leamington                                   | 4–1                                    | Nuneaton Borough                       |                                        |
| 2019–20   | Non svolta per Covid 19                      | Non svolta per Covid 19                | Non svolta per Covid 19                | Non svolta per Covid 19                |
| 2020–21   | Non svolta per COVID 19                      | Non svolta per COVID 19                | Non svolta per COVID 19                | Non svolta per COVID 19                |
| 2021–22   | Leamington                                   | 3–1                                    | Stourbridge                            |                                        |
| 2022–23   | Stourbridge                                  | 0–0                                    | Coventry City                          |                                        |
| 2023–24   | Aston Villa                                  | 9–0                                    | Racing Club Warwick                    |                                        |
| 2024-25   | Tamworth                                     | 4–1                                    | Burton Albion                          |                                        |

## Record
- Maggior numero di vittorie: Aston Villa (20)
- Maggior numero di vittorie consecutive: Aston Villa (4)
- Maggior numero di finali disputate: Aston Villa (30)
- Finali con maggior numero di reti:

1905 Small Heath 7-2 West Bromwich Albion
1967 Kidderminster Harriers 6-3 Nuneaton Borough
1969 Tamworth 6-3 Bilston Town